# Burg Lesko

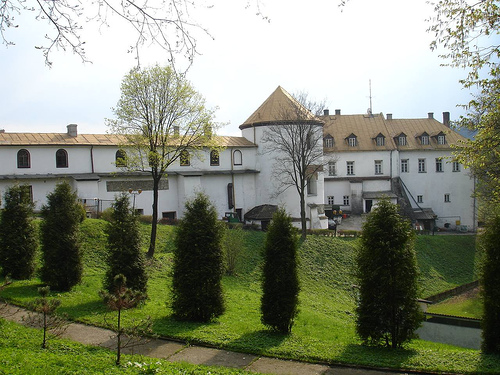
Außenansicht

Das Burg Lesko (polnisch Zamek w Lesku) ist eine Burg mit Garten in Lesko. Es gehörte dem polnischen Adelsgeschlecht Kmita.

## Lage
Die Burg liegt im Sanok-Turkaer Gebirge oberhalb des Flusses San in der Stadt Lesko unweit des Altstadtmarkts.

## Geschichte
Anstelle der heutigen Burg stand ursprünglich eine ältere Burganlage aus dem Jahr 1491. 1538 verlegte Piotr Kmita Sobieński seinen Sitz von der 1512 zerstörten Burg Sobień nach Lesko. Er begann mit dem Ausbau im Stil der Renaissance, den seine Witwe Barbara Kmita nach 1553 vollendete. Später fiel die Burg an die Stadnicki, die es dreimal im Barockstil umbauten und eine umfangreiche Bibliothek in der Burg anlegten. Zur Zeit von Jan Franciszek Stadnicki wurde die Burg und die Stadt von schwedischen Truppen geplündert und gebrandschatzt. Seine Enkelin Teresa Stadnicka brachte das Schloss als Mitgift in die Ehe mit Józef Kanty Ossoliński und blieb bis 1776 im Besitz der Ossoliński, die die Burg von Gotfryd Hoffman restaurierten ließen. Marianna Ossolińska wiederum brachte die Burg als Mitgift in die Ehe mit Józef Jan Mniszech und die Burg blieb bis 1799 im Besitz der Mniszech. Durch Heirat mit Julia Teresa Wandalin-Mniszech erwarb Franciszek Ksawery Krasicki die Burg, die nunmehr bis zum Zweiten Weltkrieg den Krasicki gehörte. Die Burg wurde für Edmund Krasicki und seine Ehefrau Maria Aniela Krasicka nach den Vorgaben von Wincenty Pol ausgebaut, wodurch die Burg ihren ursprünglichen Charakter verlor. Die Burg wurde in beiden Weltkriegen in Mitleidenschaft gezogen und die Krasicki 1939 enteignet. Sie wurde bis 1956 restauriert und diente als Erholungsheim für Bergleute aus Oberschlesien. Es gehört auch weiterhin den Gleiwitzer Kohlewerken.